# Chamsin (Film)
Chamsin ist ein 1970 entstandener, deutscher Spielfilm des Ehepaars Veit Relin (Regie und Produktion) und Maria Schell (Hauptrolle). Es handelt sich dabei um eine Modernisierung des Dramas Die Braut von Messina von Friedrich Schiller.

## Handlung
Im Zentrum des dramatischen Geschehens steht eine Familie in Israel. Der Familienvorstand David ist Besitzer einer Plantage und mit Miriam verheiratet. Sie hat ihm zwei Söhne, Jack und Emanuel, geboren. Das dritte Kind, eine namenlose Tochter, wird von Miriams Gatten nicht anerkannt. Sie wurde in ein Schweizer Internat abgeschoben. Als David stirbt, kehrt sie wieder zurück in den Schoß der Familie und stiftet erotische Unruhe zwischen Jack und Emanuel, der Eine ein schmucker Fliegerleutnant, der andere ein wenig aus sich machender Lebenskünstler. 
Beide jungen Männer wissen nicht, um wem es sich bei der jungen Frau, die doch ihre Schwester sein soll, handelt. Wie einst bei Kain und Abel kommt es zum Bruderstreit, da jeder die schöne Unbekannte für sich haben will, und wie einst bei den alttestamentlichen Geschwistern endet auch diese Geschichte im Brudermord, nachdem Mutter Miriam nicht eingegriffen hat und die junge Witwe sich stattdessen ihrer eigenen Lust hingegeben und ein Tête-à-Tête mit ihrem Schwager in einem Hotel eingegangen ist.

## Produktionsnotizen
Chamsin wurde vom 22. Februar bis zum 2. April 1970 in Zusammenarbeit mit der israelischen Filmgesellschaft Israfilm Motion Pictures Services in Jerusalem gedreht und mit großer Verspätung am 16. Juni 1972 in Deutschland uraufgeführt.

## Kritiken
Das Lexikon des internationalen Films verriss den Streifen und befand, es handele sich hierbei um ein „stilistisch und darstellerisch völlig mißlungenes Regiedebüt“ Relins.